# Civil War Campaign Medal

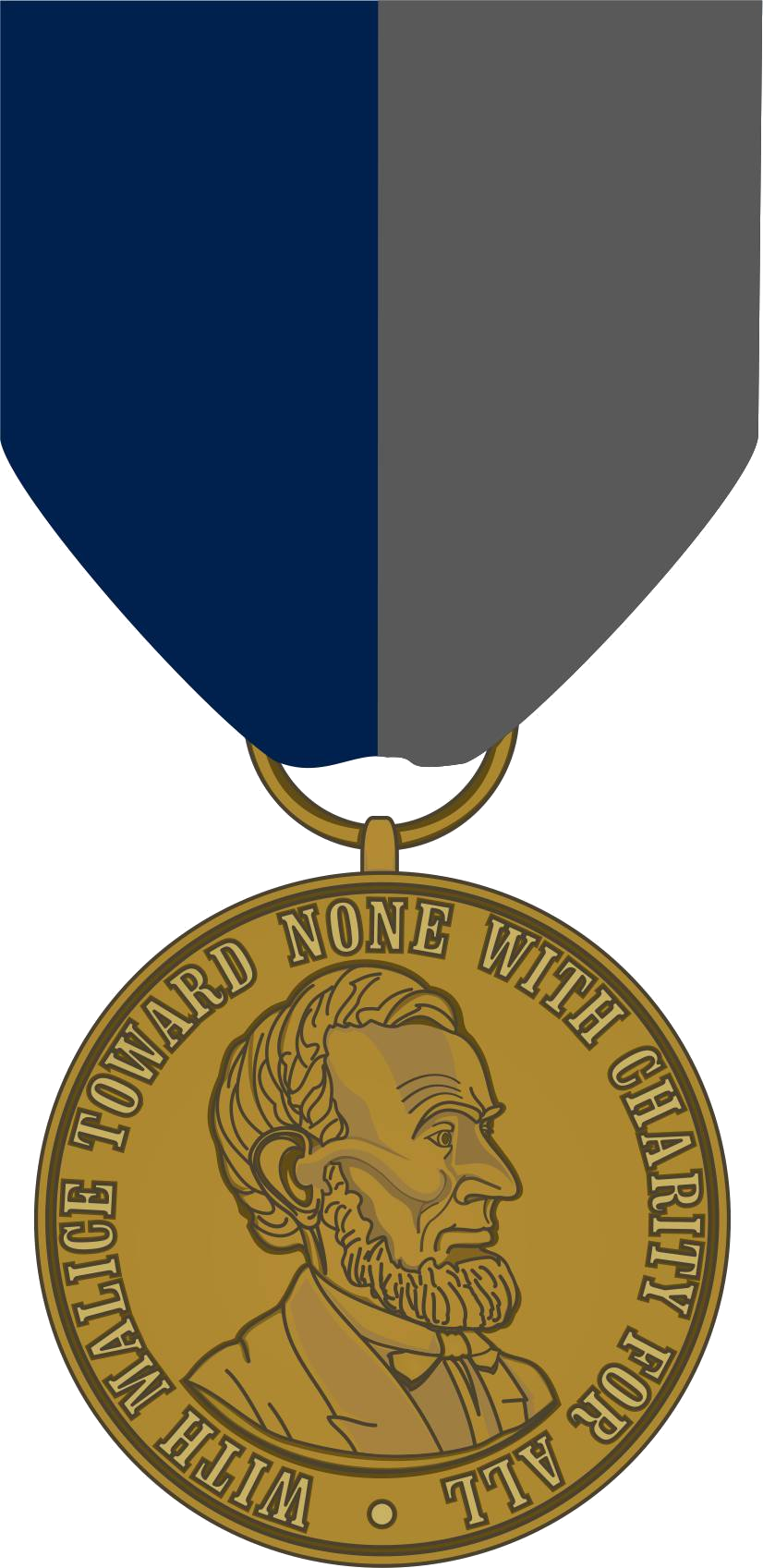

Die Civil War Campaign Medal ist eine nicht mehr zur Verleihung gelangende Medaille der Streitkräfte der Vereinigten Staaten.

## Stiftung und Verleihungsvoraussetzungen
Die Medaille wurde 1905 anlässlich des 50. Jahrestages des Endes des Sezessionskrieges gestiftet. Verliehen wurde die Medaille Angehörigen der US Army für die Teilnahme am Sezessionskrieg zwischen dem 15. April 1861 und dem 9. April 1865 (bzw. Teilnahme am Sezessionskrieg in Texas zwischen dem 15. April 1861 und dem 20. August 1866) und Angehörigen des Navy and Marine Corps für die Teilnahme am Sezessionskrieg als Teil der Marinetruppen zwischen dem 15. April 1861 und dem 9. April 1865.